# Haus der Identitären Bewegung in Halle (Saale)

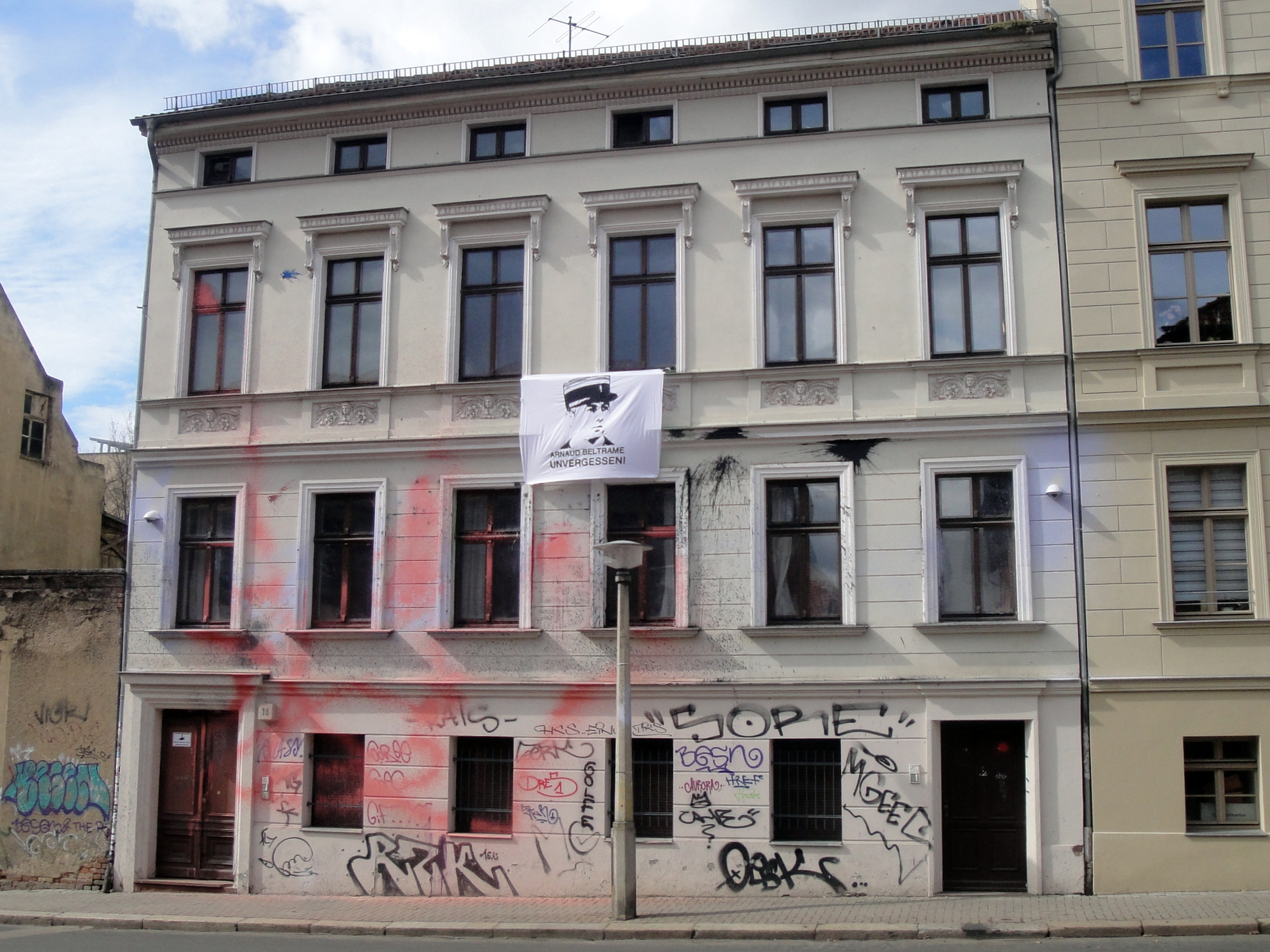
Haus der Identitären Bewegung im April 2018

Das Haus der Identitären Bewegung in Halle (Saale) war von 2017 bis Ende 2019 ein Zentrum und Wohnprojekt der vom Bundesamt für Verfassungsschutz als rechtsextrem eingestuften Identitären Bewegung in der Adam-Kuckhoff-Straße 16 in Halle. Der AfD-Landtagsabgeordnete Hans-Thomas Tillschneider unterhielt in dem Haus ein Abgeordnetenbüro.

## Gründung und Zweck
Am 6. Juni 2017 wurde das Hausprojekt offiziell auf den Seiten des Vereins Ein Prozent und der Zeitschrift Sezession angekündigt. Beide gehen auf den neurechten Verleger Götz Kubitschek zurück, der als strategischer Kopf auch das Hausprojekt maßgeblich verantwortete. Zunächst wurde auf einen Standort des Projektes im Bundesland Sachsen verwiesen. Dessen Ziel sei es, neben dem Institut für Staatspolitik (IfS) in Schnellroda und der Bibliothek des Konservatismus in Berlin einen weiteren Anlaufpunkt für die Neue Rechte zu schaffen. In dem Haus sollte es neben einer Büroetage ein Filmstudio, einen Veranstaltungssaal und einen Konferenzraum geben. Für Renovierung, Sicherheitsmaßnahmen und die laufenden Kosten wurde um Spenden geworben.
Als Standort des Hausprojektes wählte man schließlich ein Gebäude im Steintorviertel gegenüber dem geisteswissenschaftlichen Steintorcampus der Universität Halle-Wittenberg. Am Haus waren mehrere Überwachungskameras angebracht. Das Haus sollte zusammen mit dem 404 m² großen Grundstück 330.000 Euro gekostet haben und gehört seit 1. Januar 2017 Helmut Englmann aus dem unterfränkischen Johannesberg in Bayern, Gründer der im hessischen Bad Nauheim angesiedelten Titurel-Stiftung, die als Förderinstrument des IfS fungiert. Andreas Lichert (AfD), der auch Vorsitzender des Vereins für Staatspolitik ist, wird als Ansprechpartner der Stiftung genannt. Nach Recherchen der Welt in den Grundbuchakten ist Lichert in einem Kaufvertrag vom 14. April 2016 als Bevollmächtigter des Käufers aufgetreten. Andreas Lichert, der für die hessische AfD für den 19. Bundestag kandidierte, bestritt noch im August 2017, dass er das Haus in Sachsen-Anhalt zur Nutzung für die Identitäre Bewegung gekauft habe. „Die ‚Identitäre Bewegung‘ ist weder Mieter noch Betreiber der Immobilie“, sagte Lichert damals.
Im Frühjahr 2017 bezogen Mitglieder der Identitären Bewegung das Haus. Es diente als Zentrum für die Aktivisten der örtlichen Identitärengruppe „Kontrakultur Halle“. Nach Beobachtern aus Halle (Saale) trat die Identitäre Bewegung in der Stadt erstmals 2015 öffentlich in Erscheinung, als Mitglieder Flugblätter vor der Marktkirche verteilten. Bundesweit erregte die Gruppe Aufmerksamkeit, als sie zwei Tage vor der Landtagswahl in Sachsen-Anhalt 2016 den Eingang zu einem Haus in Halle zumauerte, in dem die Kampagne Hier lebe ich, hier wähle ich eine Probeabstimmung für dauerhaft in Deutschland lebende und aufgrund ihrer nicht-deutschen Staatsangehörigkeit nicht-wahlberechtigte Menschen organisierte. Ein anderes ‚Wahllokal‘ hätten sie mit Ketten versperrt, erklärte Kontrakultur Halle. Auf ihrer Facebookseite veröffentlichte die Gruppe ein Bild der Aktion und einen Pressespiegel mit Links zu Medienberichten. Drei Monate nach der Aktion stellte die Staatsanwaltschaft Halle die Ermittlungen ein, da die Täter nicht ermittelt werden konnten.
Führender Kopf der hallischen Gruppe ist der verurteilte Rechtsextremist Mario Müller. Er ist Gründer und Anführer der Gruppe „Kontrakultur Halle“. „Kontrakultur“ ist laut Verfassungsschutz Sachsen-Anhalt eine regionale Gliederung der Identitären Bewegung, gründete sich aber, bevor die Identitäre Bewegung in Deutschland Fuß zu fassen begann. Kontrakultur wird wie die Identitäre Bewegung in Sachsen-Anhalt vom Verfassungsschutz beobachtet. Müller ist Autor eines im Antaios Verlag von Götz Kubitschek erschienenen Buches mit dem Titel Kontrakultur mit dem Logo der Identitären Bewegung auf dem Cover.
Neben einer Werbeagentur nutzte auch die 2015 gegründete, sich als „rechte NGO“ verstehende Ein Prozent-Initiative Räume in dem Haus. Der frühere NPD-Politiker Michael Schäfer wurde in den dortigen Büroräumen als Mitarbeiter präsentiert. Auch ein Büro des Antaios Verlages von Kubitschek sollte in das Hausprojekt verlegt werden.
In sozialen Netzwerken kursierte im Juli 2017 ein Handzettel des Hauses an die Anwohner. Hierin stellt sich das IB-Zentrum als „patriotisches Hausprojekt“ mit Freizeitveranstaltungen und Buchabenden vor. In dem Haus wurde nach Aussagen der Bewohner ein „Kulturabend“ zusammen mit den sachsen-anhaltischen AfD-Landtagsabgeordneten Jan Wenzel Schmidt und Hans-Thomas Tillschneider veranstaltet.
Ende Juni 2020 wurde bekannt, dass der bisherige Eigentümer das Haus nach der Räumung an eine lokale Immobilienverwaltung verkauft hatte.

## Bedeutung für die Neue Rechte
Der Raum Halle entwickelte sich laut Der Freitag in den letzten Jahren zu einem Drehkreuz der neurechten Bewegung. Mit der ideologischen Zurüstung des Instituts für Staatspolitik (IfS), der Halle-Leobener Burschenschaft Germania (HLB) und einer „beispiellos direktmandatstarken AfD“ sieht der Beitrag Die Taktik geht auf aus der Zeitschrift analyse & kritik Halle als Art „Modellregion“ für die formelle und informelle Zusammenarbeit zwischen verschiedenen Gruppen des neurechten Spektrums.
Auch David Begrich von der Arbeitsstelle Rechtsextremismus konzediert dem halleschen Projekt einen „Modellcharakter“.
Für die Identitäre Bewegung war es laut Christoph D. Richter vom Deutschlandfunk seinerzeit das wichtigste Projekt im deutschsprachigen Raum. Das Haus wolle „eine Art Hipster-Club für die rechte Tinder-Generation sein“.

## Reaktionen
Nachbarn äußerten öffentlich ihren Unmut über das Hausprojekt. 120 Anwohner erklärten in einem offenen Brief, dass sie keine Nachbarschaft mit dessen Bewohnern wünschten. Sie schlossen sich zu einer Bürgerinitiative zusammen, die sich laut Deutschlandfunk ähnlich äußerte: „Wir wollen keine Rechtsextremen in unserer Nachbarschaft. Wer andere ausgrenzt, kann für sich keine gute Nachbarschaft beanspruchen.“
Ein Sprecher der Stadt Halle sagte dem MDR, die Stadtverwaltung sehe die Aktivitäten der Identitären in Halle „nicht gern“. Die IB habe sich hervorgetan „durch verschiedene Aktionen, die auch deutlich gemacht haben, dass sie an einem Zusammenleben aller Menschen in der Stadt kein Interesse haben.“
Wiederholt kam es zu militanten Aktionen gegen das Zentrum der Identitären Bewegung. Das Haus wurde mehrfach mit Farbbeuteln beworfen und in einem Fall auch mit Buttersäure und Steinen. Parkende Autos von Anwohnern wurden beschädigt und Müllcontainer in Brand gesteckt. Die Polizei Sachsen-Anhalt ermittelte wegen Landfriedensbruchs und Sachbeschädigung.
Bei mehreren Demonstrationen gegen das Haus als Zentrum der IB nahmen bis zu 700 Menschen teil.
Das Wohnprojekt der Identitären Bewegung beschäftigte auch den Datenschutzbeauftragten von Sachsen-Anhalt. Das Anbringen von drei Überwachungskameras ermöglicht den Bewohnern die Überwachung des öffentlichen Raumes. Dies unterliegt strengen Regeln. Die Polizei Sachsen-Anhalt fertigte nach eigenen Angaben deswegen eine Ordnungswidrigkeitsanzeige.
Im November 2017 erfolgte eine Hausdurchsuchung durch die Polizei, wobei Speichermedien beschlagnahmt wurden. Die Maßnahme stand im Zusammenhang mit einem Vorfall im Juni 2017 in der Harz-Mensa in Halle. In der Mensa war eine fünfköpfige Gruppe erschienen, die die Anwesenden beleidigte und bedroht hatte.
Ebenfalls im November wurden zwei Beamte in Zivil der Polizei Sachsen-Anhalt von „Identitären“ aus dem Haus angegriffen. Der Vorfall trug sich zu, nachdem ein Protest vor dem Haus stattfand, bei dem es auch zu Gewalthandlungen kam. Danach verließen zwei „Identitäre“ das Gebäude, ausgerüstet mit Schutzhelmen, Schildern, Baseballschlägern und Pfefferspray. Als sie auf die Zivilpolizisten trafen, attackierten sie diese mit Pfefferspray. Die Polizisten konnten die Angreifer erst durch das Ziehen ihrer Dienstwaffen abwehren. Thorsten Hanel von Verein Miteinander e.V. stellte im MDR die Frage, was passiert wäre, wenn es nicht Zivilbeamte, sondern Menschen getroffen hätte, die sich nicht durch ihre Dienstwaffe hätten verteidigen können. Im Juni 2020 wurde ein beteiligter IB-Aktivist zu einer achtmonatigen Bewährungsstrafe verurteilt; der Mitangeklagte wurde freigesprochen.
Bei einer Demonstration gegen das IB-Projekt im Mai 2018 sprach Halles Oberbürgermeister Bernd Wiegand (parteilos) erstmals in unmittelbarer Nähe des Hauses und sagte: „Das rechtsextreme Zentrum ist in Halle nicht gewünscht“. Konkreter Anlass der Demonstration von 200 Hallensern war eine Veranstaltung im IB-Haus zum sogenannten „Tag der Befreiung“ mit MdB Frank Pasemann (AfD). Der Bundestagsabgeordnete hatte mit einer Delegation Vertreter von Syriens Präsident Assad besucht.
Die letzte große Gegendemonstration fand am 20. Juli 2019 während des IB-„Straßenfestes“ statt. Während auf Seiten der IB knapp 200 Teilnehmer aus ganz Deutschland anreisten, war der Gegenprotest von Halle gegen Rechts – Bündnis für Zivilcourage mit über 3000 Personen größer. Einen Tag vor der IB-Veranstaltung waren im Stadtgebiet von Halle zahlreiche Sprühereien mit rechtem bzw. rechtsradikalem Inhalt aufgetaucht, die relativ schnell übersprüht und entfernt wurden.

## Abgeordnetenbüro von Hans-Thomas Tillschneider
Obwohl die Alternative für Deutschland einen Unvereinbarkeitsbeschluss gefasst hat, der jede Verbindung der Partei mit der Identitären Bewegung verbietet, eröffnete der AfD-Landtagsabgeordnete Hans-Thomas Tillschneider Anfang September 2017 im Haus der Identitären Bewegung sein Abgeordnetenbüro. Tillschneider bestritt, damit gegen den Beschluss seiner Partei verstoßen zu haben. Er sei Untermieter der Initiative Ein Prozent, sagte er der Mitteldeutschen Zeitung, und fühle sich dem Hausprojekt stark verbunden: „Wir brauchen, gerade auch in der Nähe zu den Universitäten, Begegnungsorte einer Gegenkultur zum linksversifften Mainstream.“
Der damalige AfD-Landesvorsitzende André Poggenburg sah 2018 darin kein Problem und erklärte: „Ein Abgeordneter darf sich sein Büro suchen, wenn er denn ein Angebot bekommen hat. Das kann man schon voneinander trennen. Also man kann aber versuchen, es nicht voneinander trennen zu wollen. Aber man kann das schon voneinander trennen. Und Sie müssen davon ausgehen, vielleicht war eben die Bereitschaft des Hauseigentümers dort größer, als die Bereitschaft anderer, einem AfD-Abgeordneten dort ein Büro zu ermöglichen.“